# 笨水管
對一家行動通訊業者來說，笨水管（dumb pipe），或笨網路（dumb network）一詞指一家業者的網路只用於在用戶的設備與網際網路之間傳輸位元。「笨」這個字的意思是指業者無法限制服務及應用通過其門戶，而主要只會提供簡單的頻寬與連線速率。
行動通訊業者常見的營運模式有笨水管、智慧水管及圍牆內的花園3種。

## 描述
笨水管的特色在於採用智慧裝置（如電腦）作為終端，並使用不會影響或管理應用之操作/通訊的網路。笨水管這個概念是終端對終端原則的必然結果。網際網路原本被設計作為笨網路運作。
部分人將笨網路視為網路科技進步自然會達到的頂點。因為笨網路是唯一滿足終端對終端原則對程式創作之要求的模型，支持者將笨網路視為撰寫程式時應符合之目標；但在設計程式時，笨網路對應用的需求來說並非重點。笨網路模型在某些層面上，可以比其他模型設計出來的程式允許更多的彈性，且更易於創新。

### 例子
一個被廣泛認為讓業者成為「笨水管」的例子為蘋果公司的iPhone。iPhone讓其用戶可直接透過手機內建的Safari瀏覽器瀏覽網際網路，及連到蘋果公司的iTunes Store購買鈴聲與音樂，而無須透過業者的入口網站。AT&T Mobility等業者無法提供他們的傳統服務（如下載桌布、鈴聲、遊戲及應用程式等），因為蘋果公司控制了整個iPhone用戶的體驗。業者必須甘願只提供網路連線，且在部分城市裡，iPhone使用的流量增加了3倍。除了失去珍貴的營收機會外，還據說有業者必須每月支付其用戶帳單金額的1%給蘋果公司。雖然iPhone是個笨水管的好範例，但不是每個人都認為這最終會不利於業者。
另一個業者作為笨水管/智慧水管之困境的例子為，越來越多WiMAX技科的部署。Sprint Nextel及Clearwire等公司都在尋求部署WiMAX的方法，以提供額外服務，以讓他們不要成為笨水管。

## 意見

### 批評
批評笨網路架構的人提出了兩個支持「智慧」網路的論點。第一，部分應用之用戶與傳輸需求比其他應用來得更為重要，因此應該給予最高的網路優先權或服務品質。實時視訊應用即是一個例子，該應用比文字應用程式對時間更敏感。因此，視訊傳輸能獲得網路優先權，以避免畫面跳格；而文字應用程式則可延遲傳輸，因為不會明顯影響到其效能。第二，網路應該可以防衛惡意軟體與其他惡意行為之攻擊。
笨網路（及終端對終端原則）是中心化智慧電腦網路（所有應用都在核心網路的控制下）的反面。上述兩者的融合在情境感知網路中出現。此類網路允許智慧裝置建立如同於笨網路上之終端對終端應用。不過，該網路會感知到應用的需求，以及應用被使用時的社會與企業情境。因此，該網路能依據所有用戶的共同需求及指導他們的（社會與企業）目的，對資源配置衝突作出決定。

### 支持
笨網路的支持者反駁上述第一個論點，表示優先網路傳輸是非常昂貴的，不論是在金錢上，或是在網路性能上；同時，支持者認為問題在於頻寬大小，而不在於使用何種網路協議。在安全方面，支持者認為，惡意軟體是個終端對終端的問題，因此應該在終端處理，而試圖在網路上反擊的作法不只麻煩，又沒有效率。
「在一個笨終端與電話的世界裡，網路必須是智慧的。但在一個智慧終端的世界裡，網路必須是愚笨的。」
-《光纖地球的到來》（The Coming of the Fibersphere），George Gilder所著，Forbes ASAP，1992年12月7日

## 另見
- 封閉平臺
- 智慧水管
- 一串水管

## 外部連結
- The Operators vs. the Media Brands （页面存档备份，存于）
- The Pipe Is Only Dumb If You Make It That Way （页面存档备份，存于）
- Juniper Research Report: Business Models for Mobile Content Players, Strategic Options & Scenarios 2007-2012 （页面存档备份，存于） (Paywall)
- Study About MNOs Share of Mobile Content Market
- Rise of the Stupid Network （页面存档备份，存于）, original release May 1997, by David S. Isenberg of AT&T Labs Research that explains several dumb network concepts.